# Rotraud Harling
Rotraud Harling (* 1941 in Stuttgart) ist eine deutsche Fotografin. Sie lebt und arbeitet in Stuttgart.

## Leben
Rotraud Harling wurde 1941 in Stuttgart geboren. Nach einer fotografischen Ausbildung in Reutlingen und Stuttgart und einem fünfjährigen Auslandsaufenthalt in Brasilien arbeitete sie von 1971 bis 1983 an dem 1970 in Stuttgart gegründeten, 1982 nach Freiburg im Breisgau verlegten Forschungszentrum für mittelalterliche Glasmalerei (Arbeitsstelle der Akademie der Wissenschaften und der Literatur Mainz), das an dem internationalen Projekt Corpus Vitrearum Medii Aevi (CVMA) zur Erforschung der mittelalterlichen Glasmalerei teilnimmt. Das 10. Internationale Colloquium des Corpus Vitrearum Medii Aevi wurde 1977 vom CVMA Deutschland veranstaltet und von Rotraud Harling fotografisch begleitet. Von 1983 bis 1987 war sie am Lehrstuhl für Entwerfen und Konstruieren der Fakultät für Architektur und Stadtplanung der Universität Stuttgart tätig und von 1987 bis 1990 am Institut für Klassische Archäologie der Universität Tübingen.
Von 1990 bis 2006 war sie im Staatlichen Museum für Naturkunde Stuttgart für die Museumsfotografie zuständig. Die Werkreihe der freien Arbeiten zu „Giovanni Saluccis klassizistische Bauwerke in Württemberg“ entstand in den Jahren 1991 bis 2001. Sie fand ihren Niederschlag in der Broschüre „Schloß und Park Rosenstein“ (1993), einem Bild-/Textband zum 150. Todestag von Giovanni Salucci (1995) und dem Bild-/Textband „Der Württemberg“ (2001). Negative und Positive von Harlings traditionell auf Film aufgenommenen Mittel- und Großformataufnahmen werden in der Universitätsbibliothek Stuttgart aufbewahrt und archiviert.
Im Jahr 1990 wurde Rotraud Harling zum Mitglied der Deutschen Gesellschaft für Photographie (DGPh) berufen.

## Werk
Die Objekte von Rotraud Harlings fotografischem Schaffen sind Natur-, Architektur-, Landschafts- und Reisefotografie sowie klassische Archäologie, Glasmalerei und Skulptur. Seit 1971 betätigt sie sich als Fotolaborantin und wissenschaftliche Dokumentarfotografin, ab 1979 auch als freie Fotografin in traditioneller Schwarz-Weiß- und Farbfotografie.
Viele ihrer Arbeiten erschienen in Bildbänden oder als Beiträge in anderen Werken. Ein Teil ihrer Arbeiten wurde bisher nicht veröffentlicht, jedoch in Ausstellungen gezeigt.

### Schriften
- Dietrich Mannsperger (Bearbeiter); Ruth Balluff (Fotos); Rotraud Harling (Fotos): Sylloge nummorum Graecorum. Deutschland, Heft 4: Münzsammlung der Universität Tübingen, Mysien - Ionien Nr. 2174 – 3306. München 1989.
- Rotraud Harling: Paul Baron des Granges. Materialien zur Biographie eines vergessenen Photographen. In: Karin Schuller-Procopovici: Das Land der Griechen mit der Seele suchen. Photographien des 19. und 20. Jahrhunderts. Ausstellung im Römisch-Germanischen Museum, Köln, 5. Oktober bis 2. Dezember 1990. Köln 1990, Seite 31–37.
- Joachim Siener (Text); Rotraud Harling (Fotos): Fotografische Dokumentation in Archiven und Museen. Herausgeber: Arbeitsgruppe Fotografie im Museum des Museumsverbandes Baden-Württemberg e.V. Stuttgart [1992].
- Rotraud Harling (Fotos); Manfred Warth (Text): Schloß und Park Rosenstein. Die Reliefs und Skulpturen an Schloß Rosenstein und im Rosensteinpark in Stuttgart. Von Rotraud Harling und Manfred Warth, Stuttgart. Mit 8 Farbbildern und 63 Schwarz-Weiß-Abbildungen. Stuttgart 1993.
- Rotraud Harling (Fotos); Helmut Gerber (Text); Karin Moser von Filseck (Text): Ein König und sein Baumeister, Wilhelm I. von Württemberg und Giovanni Salucci. Ein Bildband. Herausgegeben zum 150. Todestag von Giovanni Salucci. Heimsheim 1995.
- Rotraud Harling (Fotos); Staatliches Museum für Naturkunde (Herausgeber): Staatliches Museum für Naturkunde Stuttgart: Museum am Löwentor. Museum Schloß Rosenstein. Stuttgart [1995].
- Rotraud Harling (Fotos); Helmut Gerber (Text): Der Württemberg. Der Berg – das Land – der Wein. Landschaftsbild und Geschichtsbetrachtung. Leinfelden-Echterdingen 2001.

### Reisefotografie
Ein Teil von Harlings reisefotografischem Werk wurde nicht veröffentlicht, aber teilweise in Ausstellungen ausgestellt, siehe #Ausstellungen.
| Land         | Fotoserie | Jahr  |
| ------------ | --- | ----- |
| Frankreich   | „Paris“. Zum Manuskript „Pariser Rhapsodie“ von Gerhard Weber.                                                                                     | 1993? |
|              | „Von Honfleur (Normandie) nach Paris - AN 2000“. Eine Kreuzfahrt auf der Seine.                                                                    | 2000  |
|              | „Mit dem Hausboot auf dem Lot“. | ?     |
| Italien      | „Orvieto“. Ein Etrusker-Grab wird entdeckt. | ?     |
|              | „Venedig“. Lautlos steigt das Wasser auf dem San Marco-Platz.                                                                                      | 2003? |
| Griechenland | „Classische Landschaften und Denkmäler aus Griechenland“. Auf den Spuren eines Photographen um 1870 [Paul Baron des Granges (1825 bis nach 1887)]. | 1990? |
| USA          | „New York“. Vier Wochen nach dem 11. September 2001.                                                                                               | 2001  |
| Brasilien    | „Gegensätze – Architektur in São Paulo und Regenwald am Amazonas“.                                                                                 | 2011  |

## Ausstellungen
- 1979: „Glasmalerei von der Umwelt bedroht“, Umweltgalerie Stuttgart.
- 1989: „Photographien des 19. Jh. aus Griechenland“, Reutlingen/Tübingen.
- 1993: „Pariser Rhapsodie“, Universitätsbibliothek Stuttgart.
- 1995: „Giovanni Saluccis Bauwerke“, Schloss Rosenstein, Stuttgart.
- 1998: „Komet Hale Bopp“ zu Himmelsbilder (?), Staatsgalerie Stuttgart.
- 2001: „New York lebt weiter“, Café Fossil, Stuttgart.
- 2003: „Venedig“, Galerie im Lichtbild, Stuttgart-Rotenberg.
- 2004: „Weinlese am Götzenberg“, Altes Rathaus, Stuttgart-Uhlbach.
- 2006: „Der Württemberg  und der Wein“, Kelter Weingärtnergenossenschaft Rotenberg, Stuttgart-Rotenberg.
- 2006: „Regenbogen mit Fernsehturm“, 50 Jahre Fernsehturm Stuttgart.
- 2007: „Stadtportrait Stuttgart“, Rathaus Stuttgart.
- 2011: „Vom Neckar an den Amazonas“, aktuelle Werkschau und Retrospektive 1971–2006, Altes Rathaus, Stuttgart-Uhlbach.
- 2013: „Giovanni Salucci im Fokus. Architekturphotographien von Rotraud Harling“, Universitätsbibliothek Stuttgart.

## Werke in öffentlichen Sammlungen
- „Himmel über Stuttgart“, Landesvertretung Baden-Württemberg, Berlin.
- „Weinberglandschaften“ am Neckar und Uhlbacher Götzenberg, Rathaus Stuttgart.
- „Komet Hale Bopp 1997 über der Grabkapelle“, Graphische Sammlung der Staatsgalerie Stuttgart.
- „Photographien zur Stadtlandschaft“, Stadtarchiv Stuttgart.
- Fotografische Sammlung „Giovanni Saluccis klassizistische Bauwerke in Württemberg“ von Rotraud Harling in der Universitätsbibliothek Stuttgart, z. T. online in den Digitalen Sammlungen der Bibliothek.

## Mitgliedschaften
- Seit 1990: Deutschen Gesellschaft für Photographie (DGPh).